# 澳門大學人文學院
澳門大學人文學院（葡萄牙語：Faculdade de Letras），為澳門大學下設的其中一所學院，專為提供人文學科相關的學士、碩士、博士學位課程及證書培訓課程，除了就語言、文學、人文及歷史文化等範疇提供高等教育，同時就以上範疇進行研究。

## 歷史沿革
1981年，黃景強博士、胡百熙律師和吳毓璘博士創辦了澳門首間現代大學 ─ 私立東亞大學，也就是澳門大學的前身。首任校長為薛壽生教授，其根據英式教育制度，開設有「本科學院」、「研究生院」及「公開學院」，均下設院系學院「文學院」，當中所開辦的部分課程現今仍設置於今日的「澳門大學人文學院」。
而在創校初期，國學大師饒宗頤教授出任了講座教授，協助研究院於1984年創辦中國文史學部，並親任該學部主任、中文系創系教授，奠定了澳門大學中文學科紮實的學術和研究基礎，同時開創了澳門史及澳門學的研究工作，為澳大對澳門歷史學科的建立和發展做出了開創性的貢獻。
1987年，澳葡政府開始籌備將私立東亞大學轉為公立大學，以配合澳門政權移交過渡期的人力資源需求。1988年，澳葡政府通過澳門基金會收購原「私立東亞大學」並進行重組，將原「本科學院」的人文學科相關課程撥歸至新設立的「文學院」。而「公開學院」及「研究院」保留部分課程後，則改制為「東亞公開學院」（今澳門城市大學）。
1991年9月，根據九月十六日第50/91/M號法令，澳葡政府將「東亞大學」更名「澳門大學」，並在次年二月頒佈二月三日第25/92/M號訓令通過《澳門大學章程》，同時把「文學院」的人文學科和「社會科學學院」的社會科學學科課程重組，成立「社會科學及人文學院」。 
1993年，澳門大學為保持回歸後之中葡關係教育，在學術和科學、互利互信基礎上的認識空間，並肩負着對葡萄牙的語言、文化、社會和歷史研究和教學使命，決定成立「葡文學院」，以作為遠東地區一個培養和研究葡語系國家的文化、歷史和社會的巨大中心，並同時加強葡方對中國的語言、文化、歷史和社會的研究。
1996年，澳門大學為推動國文教育，以及定立回歸前後的中文語言教學基礎，將中文學科撥歸至新設立的「中文學院」。目的為語言教學能夠從課程中，拓展至學系的進一步語言才能培養，以及隨着社會趨勢發展開辦語言學科的教學活動，藉此加強澳門高等教育於回歸後對中華文化的研究和發展基礎。
千禧年間，澳門大學對社會及人文科學學院所教授的課程，作出了視為適當之必要調整。先後將大學原獨立學術部門「中文學院」及「葡文學院」的課程，逐漸拼入社會及人文科學學院之「中文系」及「葡文系」。 
2013年，澳門大學校董會根據經第14/2006號行政命令核准的《澳門大學章程》第十八條第一款（十一）項之規定，於會議決議修改《澳門大學組織架構規章》，修訂原「社會科學及人文學院」，將其拆分為「人文學院」及「社會科學學院」兩個獨立學術部門，以便學者更專注地分別研究及發展人文學科及社會科學學科。
2019年，澳門大學教務委員會決議將歷史系從原先隸屬的社會科學學院轉至人文學院。歷史系部門連同課程一拼交由人文學院繼續開辦及負責，而課程內容則依據現行學術與教學編排和學習計劃。

## 目標發展
澳門大學人文學院於現時由八個學系組成，包括中國語言文學、英語研究、歷史學、翻譯學、哲學與宗教學、葡文語言文學、日本研究，以及藝術與設計等。澳大人文學院旨在立足澳門、融入灣區、面向全國、走向世界、矢志成為一個有特色高水平的人才培養重鎮和學術研究中心，推動和引領人文領域相關學科的發展。
澳大人文學院跟隨澳門特區高等教育機制設立，採取突出特色、發揮優勢、構建高峰和加強合作的研究方針，重點支持既具澳門特色，符合澳門和國家所需，又順應國際發展潮流的學科方向。為此，人文學院建立了中國歷史文化中心、語言學研究中心、中葡雙語教學暨培訓中心、翻譯傳譯認知研究中心、孔子學院、南國人文研究中心、葡亞研究中心等多個研所及中心以提供平台予矢志從事有關研究的學者及人士。
同時，學院亦應學習需求，為學員提供表演戲劇或戲劇片段的舞台，設立了黑盒劇場。繼而引入先進科技設備的場所，先後創建同聲傳譯訓練室、語言學實驗室、語言測評研討室、語言實驗室、智慧教室、英語寫作及英語諮詢中心等不同類型的教研設施，引入最新Sanako語言教學系統，配備了多媒體設備以及隔音傳譯室等，於訓練室中可以舉行一系列模擬會議，讓學生全面體驗會議傳譯的環境，又給予系統分析不同的語言數據，探索語言內部特徵、語言之間的關係以及語言與社會的相互聯繫。

## 歷任院長
| 序號                                                                                               | 姓名                        | 開始擔任日期 | 最後擔任日期 | 備註                     |
| -------------------------------------------------------------------------------------------------- | --------------------------- | ------------ | ------------ | ------------------------ |
| 私立東亞大學時期                                                                                   |                             |              |              |                          |
| 1                                                                                                  | Alan Winterton Thomas Green | 1981年       | 1984年       | 本科學院                 |
| 1                                                                                                  | Geoffrey Cupit              | 1983年       | 1988年       | 公開學院                 |
| 1                                                                                                  | 饒宗頤                      | 1984年       | 1988年       | 研究生院                 |
| 2                                                                                                  | Matthew Macmillan           | 1984年       | 1988年       | 本科學院                 |
| 東亞大學文學院 至 澳門大學文學院 時期                                                              |                             |              |              |                          |
| /                                                                                                  | Mary Janette Willes         | 1989年       | 1990年       | 代院長                   |
| 1                                                                                                  | Thomas Ned Rendall          | 1990年       | 1992年       |                          |
| 澳門大學社會科學及人文學院（FSH）、 葡文學院（IPS）及中文學院（ICS）時期                           |                             |              |              |                          |
| 1                                                                                                  | Peter Joel Glassman         | 1992年       | 1994年       | FSH                      |
| 1                                                                                                  | Luís Filipe Barreto         | 1993年       | 1994年       | IPS                      |
| 1                                                                                                  | 程祥徽                      | 1996年       | 1999年       | ICS                      |
| 2                                                                                                  | 阮大元                      | 1994年       | 1997年       | FSH                      |
| 2                                                                                                  | José Oliveira Barata        | 1995年       | 1997年       | IPS                      |
| 2                                                                                                  | 鄧國光                      | 1999年       | 2000年       | ICS                      |
| 3                                                                                                  | 劉伯龍                      | 1997年       | 2000年       | FSH                      |
| 3                                                                                                  | Maria Antonia Espadinha     | 1997年       | 2000年       | IPS                      |
| 「中文學院」及「葡文學院」拼入 社會科學及人文學院(FSH)時期                                         |                             |              |              |                          |
| 3                                                                                                  | 劉伯龍                      | 2000年       | 2005年       | 擔任期間兼任代副校長     |
| 4                                                                                                  | 郝雨凡                      | 2005年       | 2013年       | 分拆後任社會科學學院院長 |
| 「社會科學及人文學院」分拆為「社會科學學院」及「人文學院」兩個獨立學術單位後 人文學院(FAH)院長列表 |                             |              |              |                          |
| /                                                                                                  | Martin Mathew Montgomery    | 2013年       | 2014年       | 代院長                   |
| 1                                                                                                  | 靳洪剛                      | 2014年       | 2020年       |                          |
| /                                                                                                  | 徐杰                        | 2020年       | 2021年       | 代院長                   |
| 2                                                                                                  | 徐杰                        | 2021年       | 現任         |                          |

## 學系
現時澳門大學人文學院共設有八個學系，下列為各學系名稱及其課程特色：
- 藝術與設計系 Department of Arts and Design (DAD):

中國國畫、西方繪畫、數碼與新媒體、創作理論
- 中國語言文學系 Department of Chinese Language and Literature (DCH):

中國文學研究、漢語語言學、中國文化研究、漢語新文學研究
- 英文系 Department of English (DENG):

英語文學研究、英語語言學、翻譯研究、第二語言習得
- 歷史系 Department of History (DHIST):

澳門史、海洋史、公眾史、藝術史
- 日文系 Department of Japanese (DJP):

日語通用技能系統培訓、商務日語、日本文化、漢日句式對比研究
- 葡文系 Department of Portuguese (DPT):

葡語國家文化、葡語語言學、翻譯研究、跨文化研究
- 哲學與宗教學系 Department of Philosophy and Religious Studies (DPHIL):

比較哲學、宗教哲學、社會和政治思想、心靈和認知哲學
- 英語中心 English Language Centre (ELC):

學生英語輔助、英語互動協作、英文能力培訓、創意寫作及學習平台

## 課程設置
下列為澳門大學人文學院現時提供的學士、碩士、博士學位及副修課程名稱：

### 學士學位課程 Bachelor’s Degrees Program
- 文學士學位（中國語言文學）課程 （Bachelor of Arts in Chinese Language and Literature）
- 文學士學位（葡語研究）課程 （Bachelor of Arts in Portuguese Studies）
- 文學士學位（日本研究）課程 （Bachelor of Arts in Japanese Studies）
- 文學士學位（英語研究）課程 （Bachelor of Arts in English Studies）
- 文學士學位（歷史學）課程 （Bachelor of Arts in History）

### 碩士學位課程 Master’s Degrees Program
哲學碩士 Master of Philosophy
- 哲學碩士學位（葡萄牙語言及跨文化研究）課程（Master of Philosophy in Portuguese Language and Intercultural Studies）
- 哲學碩士學位（漢語語言學）課程 （Master of Philosophy in Chinese Linguistics）
- 哲學碩士學位（中國文學）課程 （Master of Philosophy in Chinese Literature）
- 哲學碩士學位（歷史學）課程 （Master of Philosophy in History）

文學碩士 Master of Arts
- 文學碩士學位（中國歷史文化）課程 （Master of Arts in Chinese History and Culture）
- 文學碩士學位（第二語言習得）課程 （Master of Arts in Second Language Acquisition）
- 文學碩士學位（英語研究）課程 （Master of Arts in English Studies）
- 文學碩士學位（翻譯）課程 （Master of Arts in Translation Studies）
- 文學碩士學位（哲學及宗教學）課程 （Master of Arts in Philosophy）
- 文學碩士學位（歷史學）課程 （Master of Arts in History）

藝術碩士 Master of Fine Arts
- 藝術碩士學位課程 （Master of Fine Arts）

設計學碩士 Master of Design
- 設計學碩士學位（視覺傳達設計）課程（Master of Design in Visual Communication Design）

理學碩士 Master of Science
- 理學碩士學位（數據科學－計算語言學）課程（Master of Science in Data Science-Computational Linguistics）(與「數據科學研究中心」合辦 Collaborate with “Centre of Data Science”）

### 博士學位課程 PhD’s Degrees Program
- 哲學博士學位（文學及跨文化研究－葡文）課程 （PhD in Literary and Intercultural Studies-Portuguese）
- 哲學博士學位（應用語言學－葡語）課程 （PhD in Applied Linguistics-Portuguese）
- 哲學博士學位（哲學及宗教學）課程 （PhD in Philosophy and Religious Studies）
- 哲學博士學位（語言學－漢語）課程 （PhD in Linguistics-Chinese）
- 哲學博士學位（語言學－英語）課程 （PhD in Linguistics-English）
- 哲學博士學位（文學－中文）課程 （PhD in Literary Studies-Chinese）
- 哲學博士學位（文學－英文）課程 （PhD in Literary Studies-English）
- 哲學博士學位（歷史學）課程 （PhD in History）
- 藝術博士學位課程 （Doctor of Fine Arts）
- 設計學博士學位（視覺傳達設計）課程（Doctor of Design in Visual Communication Design）

### 副修課程 Minor Program
- 中國語言文學副修課程 （Minor in Chinese Language and Literature）
- 葡文研究副修課程 （Minor in Portuguese Studies）
- 日本研究副修課程 （Minor in Japanese Studies）
- 英語研究副修課程 （Minor in English Studies）
- 歷史學副修課程 （Minor in History）

## 研究所及研究中心
下列為澳門大學人文學院設立的附屬研究所及研究中心名稱及概要：
- 中國歷史文化中心 Centre for Chinese History and Culture

已列入教育部普通高校人文社會科學重點研究基地，並將列入文化部傳播和推廣中華文化的“50個海外中國文化中心”，以及中國社會科學系統的文學理論與批評重點基地。主要從事中國歷史文化專題研究與跨學科研究，舉辦中國歷史文化論壇研討會，包括國際級與區域性學術會議。實施“名師名校計劃”和中國歷史文化推廣基地；組織中國歷史文化專題考察，並協助舉辦各種面向中、小學教師的培訓課程，促進並組織澳門及跨地區的中國歷史文化交流活動；編輯出版《中國文化論叢》刊物和《澳門少年報》，並參與審校中國歷史文化輔助教材以及中國文化達標工程讀物。
- 南國人文研究中心 Research Centre for Humanities in South China

原稱「中國文化研究中心」（Research Center for Chinese Culture），於2012 年 1 月正式改組並更名爲「南國人文研究中心」。從多年對中國文化研究的工作和豐厚學術積累的基礎上，以立足澳門、矚目世界人文學術、配合澳大的國際化發展方向為目標，透過出版學術刊物、編輯叢書、規劃並承擔學術課題、舉辦專題研討會及學術講座，以澳大的文史哲資源爲依托，促進人文社科各個領域的互動與合作，推動人文學術研究，兼顧澳門文化發展。著有《南國人文學刊》和「南國人文講堂」，同時將籌劃的「南國人文叢書」形成一個極富特色的學術系列品牌。
- 孔子學院 Confucius Institute

澳門大學於2017年獲得國家漢辦支持建立孔子學院，以響應“一帶一路”倡議，致力於將澳門建設成為面向世界各國尤其是葡語國家的中國語言文化教育國際平臺，於2018年第一季度正式開始運作。利用澳門以中華文化為主、多元文化並存的資源優勢，面向葡語國家及其他國家和地區，推動國際漢語及文化教學、師資培訓、學術研究與交流，研發網路教學資源，促進國際間跨語言、跨文化的學術交流與教育合作。
- 語言學研究中心 Centre for Linguistics

成立於2022年1月12日，是為推動語言學及相關學科的研究與教學設立的跨語種多學科研究中心，同時為跨學院建設、跨學科融合的學術研究平台。致力於整合澳門大學現有的語言學研究資源，推動包括學術刊物和學術叢書在內的跨語種學術發表與學術出版，引領語言學及相關學科的未來發展，提升語言學研究與語言學教學的素質和水平，擴大澳大語言學學科在國際學術界的知名度與影響力。
- 葡亞研究中心 Research Centre for Luso-Asian Studies

旨在關注語言學、歷史文化以及翻譯領域的研究，特別是與葡萄牙語在亞洲的語言和文化存在意義相關的研究，目的是針對有興趣的研究人員、本科生及碩士生提供諸多機會，積極參與各類研究項目。
- 中葡雙語教學暨培訓中心 Chinese-Portuguese Bilingual Teaching and Training Centre

旨在與葡語國家在教師培訓方面建立聯繫，重點培養中葡雙語人才；與中國內地和葡語國家合作，共同開展葡語教學和中葡文化領域的研究；促進中國與葡語國家的跨文化交流等。
- 翻譯傳譯認知研究中心 Centre for Studies of Translation, Interpreting and Cognition

旨在提供一個平台，用於促進和開展原創性一線研究，在需要時組織和管理更優質的專業和培訓服務，並促進更廣泛的區域和國際協作與合作。

## 學生會
澳門大學學生會人文學院學生會（葡萄牙語：Associação de Estudantes da Faculdade de Letras da Associação de Estudantes da Universidade de Macau），簡稱「澳大人文學院學生會（FAHSA）」，乃澳門大學學生會轄下的學生組織，受總會理事會監督行政及財政，受總會常務委員會監督選舉及規章的行政自治組織。宗旨是以人為本、服務社區，共建美好校園生活，藉此使學生得到全人發展，回饋社會。致力為學生提供社區服務機會及舉辦校園活動，以幫助學生融入校園、服務社會、關心時事並且發展個人才能。該會成員均為澳門大學人文學院學生，服務對象則為到人文學院上課的所有澳大學生，以提升澳大學生之人文精神及學生之間的交流為己任。 
過去曾舉辦的特色活動：
- 「FAHSA Ocamp」

目的主要為迎新，讓參與者透過遊戲和互動，認識學院及新朋友，主題每年不同
- 「真人大富翁×校園定向」

透過真人遊戲體驗，跟隨時代社會的流行和趨勢，進一步認識校園和朋友
- 「FAH 徵詩大賽－三行詩歌」

彷效文學獎，希望學生展現文筆的同時，能透過詩歌抒發生活大小事
- 「FAHSA冬日祭」

主題為Cosplay，配以如狼人殺桌遊、競猜、DIY工作坊等活動，慶祝學期之完結

## 外部連結
- 澳門大學人文學院  （页面存档备份，存于）
- 中葡雙語教學暨培訓中心 （页面存档备份，存于）
- 澳門大學中國歷史文化中心簡介 （页面存档备份，存于）
- 澳門大學學術 （页面存档备份，存于）
- 人文學院學生會 Faculty of Arts and Humanities Student’s Association （页面存档备份，存于）
- 澳門現代高等教育的發軔——東亞大學的創立和發展(1981-1991) （页面存档备份，存于）